# Kazimierzów (Rawa)
Pour les articles homonymes, voir Kazimierzów.
Kazimierzów est une localité polonaise de la gmina de Regnów, située dans le powiat de Rawa Mazowiecka en voïvodie de Łódź.